# Marle
Marle je naselje in občina v severnem francoskem departmaju Aisne regije Pikardije. Leta 1999 je naselje imelo 2.529 prebivalcev.

## Geografija
Kraj se nahaja v pokrajini Laonnois 24 km severovzhodno od Laona.

## Administracija
Marle je sedež kantona, v katerega so poleg njegove vključene še občine Agnicourt-et-Séchelles, Autremencourt, Bosmont-sur-Serre, Châtillon-lès-Sons, Cilly, Cuirieux, Erlon, Froidmont-Cohartille, Grandlup-et-Fay, Marcy-sous-Marle, Monceau-le-Waast, Montigny-le-Franc, Montigny-sous-Marle, La Neuville-Bosmont, Pierrepont, Saint-Pierremont, Sons-et-Ronchères, Tavaux-et-Pontséricourt, Thiernu, Toulis-et-Attencourt, Vesles-et-Caumont in Voyenne s 7.304 prebivalci.
Kanton je sestavni del okrožja Laon.

## Zgodovina
Marle je bil v srednjem veku utrjeno mestece, občasno tudi sedež istoimenske grofije.

## Pobratena mesta
- Eyemouth (Škotska, Združeno Kraljestvo);